# Кокіно (Юр'янський район)
Ко́кіно (рос. Кокино) — присілок у складі Юр'янського району Кіровської області, Росія. Входить до складу Івановського сільського поселення.
Населення становить 142 особи (2010, 210 у 2002).
Національний склад станом на 2002 рік — росіяни 96 %.